# 인천광역시 농업기술센터
인천광역시 농업기술센터(仁川廣域市 農業技術센터)는 인천광역시의 농사에 관한 시험연구사업·농촌지도사업·농민훈련교육에 관한 업무를 담당하기 위해 인천광역시청 산하에 설치된 직속기관이다.
센터장은 지방농촌지도관이나 지방생활지도관으로 보한다.

## 연혁
- 1957년 6월 15일: 인천시 농사교도소 설치
- 1962년 4월 1일: 인천시 농촌지도소로 변경
- 1981년 7월 1일: 인천직할시 농촌지도소로 확대
- 1995년 1월 1일: 인천광역시 농촌지도소로 변경
- 1999년 1월 11일: 인천광역시 농업기술센터로 변경

## 조직
- 농업지원과
- 기술보급과
- 농촌자원과
- 도시농업과